# Clarence Childs
Clarence Chester Childs (né le 24 juillet 1883 à Wooster) est un athlète américain spécialiste du lancer du marteau. Affilié au New York Athletic Club, il mesurait 1,83 m pour 102 kg.

## Biographie

### Palmarès
| Date | Compétition           | Lieu      | Résultat | Performance |
| ---- | --------------------- | --------- | -------- | ----------- |
| 191  | Jeux olympiques d'été | Stockholm | 3e       | 48,17 m     |

### Records
| Épreuve           | Performance | Lieu | Date |
| ----------------- | ----------- | ---- | ---- |
| Lancer du marteau | 52,53 m     |      | 1912 |